# Ogrodzonka (Tuszyn)
Ogrodzonka – część miasta Tuszyn, w Polsce położona w województwie łódzkim, w powiecie łódzkim wschodnim, osiedle we wschodniej części miasta.
W latach 1975–1998 miejscowość należała administracyjnie do województwa piotrkowskiego.